# 席爾瓦娜·史坦科
席爾瓦娜·史坦科（Silvana Stanco，1993年1月6日—）生於瑞士蘇黎世，是一名義大利射擊運動員，主攻不定向飛靶項目，曾獲得2018年世界射擊錦標賽女子不定向飛靶季軍，2024巴黎奥运会女子多向飞碟亚军。

## 外部連結
- ISSF （页面存档备份，存于）